# Contrarrelógio elite masculina no Campeonato Mundial de Estrada

Camisa arco-íris outorgado ao campeão da prova

A prova de contrarrelógio elite masculina no Campeonato Mundial de Ciclismo em Estrada é realizada desde o Mundial de 1994. O vencedor tem o direito de vestir a camisa arco-íris [es] (camisa branca com cinco faixas de cores diferentes que representam os cinco continentes) por um ano, até o próximo campeonato.
Desde o Mundial de 1962 e até 1994 foi realizado a prova de contrarrelógio por equipes, disputados por equipes nacionais amadores. A partir do Mundial de 2012, o contrarrelógio por equipes voltou a fazer parte do campeonato, mas com a diferença de que não disputam seleções; equipes profissionais fazem as categorias UCI ProTeam (obrigados), mais Profissionais Continentais e Continentais (convidados).

## Palmarés
| Ciclistas mais bem-sucedidos |  |  |
|                              |  |  |

| No.     | Ano         | Sede                          | Ouro                          | Prata                            | Bronze                              |
| ------- | ----------- | ----------------------------- | ----------------------------- | -------------------------------- | ----------------------------------- |
| I – LX  | 1927 – 1993 | Não realizado                 | Não realizado                 | Não realizado                    | Não realizado                       |
| LXI     | 1994        | Catânia · ( Itália)           | Chris Boardman · Reino Unido  | Andrea Chiurato · Itália         | Jan Ullrich · Alemanha              |
| LXII    | 1995        | Tunja · ( Colômbia)           | Miguel Indurain · Espanha     | Abraham Olano · Espanha          | Uwe Peschel · Alemanha              |
| LXIII   | 1996        | Lugano · ( Itália)            | Alex Zülle · Suíça            | Chris Boardman · Reino Unido     | Tony Rominger · Suíça               |
| LXIV    | 1997        | San Sebastián · ( Espanha)    | Laurent Jalabert · França     | Serhi Honchar · Ucrânia          | Chris Boardman · Reino Unido        |
| LXV     | 1998        | Valkenburg · ( Países Baixos) | Abraham Olano · Espanha       | Melcior Mauri · Espanha          | Serhi Honchar · Ucrânia             |
| LXVI    | 1999        | Treviso · ( Itália)           | Jan Ullrich · Alemanha        | Michael Andersson · Suécia       | Chris Boardman · Reino Unido        |
| LXVII   | 2000        | Plouay · ( França)            | Serhi Honchar · Ucrânia       | Michael Rich · Alemanha          | László Bodrogi · Hungria            |
| LXVIII  | 2001        | Lisboa · ( Portugal)          | Jan Ullrich · Alemanha        | David Millar · Reino Unido       | Santiago Botero · Colômbia          |
| LXIX    | 2002        | Zolder · ( Bélgica)           | Santiago Botero · Colômbia    | Michael Rich · Alemanha          | Igor González de Galdeano · Espanha |
| LXX     | 2003        | Hamilton · ( Canadá)          | Michael Rogers · Austrália    | Uwe Peschel · Alemanha           | Michael Rich · Alemanha             |
| LXXI    | 2004        | Baldolino · ( Itália)         | Michael Rogers · Austrália    | Michael Rich · Alemanha          | Alexandr Vinokurov · Cazaquistão    |
| LXXII   | 2005        | Madrid · ( Espanha)           | Michael Rogers · Austrália    | José Iván Gutiérrez · Espanha    | Fabian Cancellara · Suíça           |
| LXXIII  | 2006        | Salzburgo · ( Áustria)        | Fabian Cancellara · Suíça     | David Zabriskie · Estados Unidos | Alexandr Vinokurov · Cazaquistão    |
| LXXIV   | 2007        | Estugarda · ( Alemanha)       | Fabian Cancellara · Suíça     | László Bodrogi · Hungria         | Stef Clement · Países Baixos        |
| LXXV    | 2008        | Varese · ( Itália)            | Bert Grabsch · Alemanha       | Svein Tuft · Canadá              | David Zabriskie · Estados Unidos    |
| LXXVI   | 2009        | Mendrisio · ( Suíça )         | Fabian Cancellara · Suíça     | Gustav Larsson · Suécia          | Tony Martin · Alemanha              |
| LXXVII  | 2010        | Melbourne · ( Austrália)      | Fabian Cancellara · Suíça     | David Millar · Reino Unido       | Tony Martin · Alemanha              |
| LXXVIII | 2011        | Copenhague · ( Dinamarca)     | Tony Martin · Alemanha        | Bradley Wiggins · Reino Unido    | Fabian Cancellara · Suíça           |
| LXXIX   | 2012        | Valkenburg · ( Países Baixos) | Tony Martin · Alemanha        | Taylor Phinney · Estados Unidos  | Vasil Kirienka · Bielorrússia       |
| LXXX    | 2013        | Florença · ( Itália)          | Tony Martin · Alemanha        | Bradley Wiggins · Reino Unido    | Fabian Cancellara · Suíça           |
| LXXXI   | 2014        | Ponferrada · ( Espanha)       | Bradley Wiggins · Reino Unido | Tony Martin · Alemanha           | Tom Dumoulin · Países Baixos        |
| LXXXII  | 2015        | Richmond · ( Estados Unidos)  | Vasil Kirienka · Bielorrússia | Adriano Malori · Itália          | Jérôme Coppel · França              |
|         | 2016        | Doha                          | MARTIN Tony                   | KIRYIENKA Vasil                  | CASTROVIEJO Jonathan                |
|         | 2017        | Bergen                        | DUMOULIN Tom                  | ROGLIČ Primož                    | FROOME Chris                        |
|         | 2018        | Innsbruck                     | DENNIS Rohan                  | DUMOULIN Tom                     | CAMPENAERTS Victor                  |
|         | 2019        | Harrogate                     | DENNIS Rohan                  | EVENEPOEL Remco                  | GANNA Filippo                       |
|         | 2020        | Imola                         | GANNA Filippo                 | VAN AERT Wout                    | KÜNG Stefan                         |
|         | 2021        | Bruges                        | GANNA Filippo                 | VAN AERT Wout                    | EVENEPOEL Remco                     |
|         | 2022        | Wollongong                    | FOSS Tobias                   | KÜNG Stefan                      | EVENEPOEL Remco                     |
|         | 2023        | Stirling                      | EVENEPOEL Remco               | GANNA Filippo                    | TARLING Joshua                      |

## Medalhistas por nação
| Classificação | País           | Ouro | Prata | Bronze | Total |
| ------------- | -------------- | ---- | ----- | ------ | ----- |
| 1             | Alemanha       | 6    | 5     | 5      | 16    |
| 2             | Suíça          | 5    | 0     | 4      | 9     |
| 3             | Austrália      | 3    | 0     | 0      | 3     |
| 4             | Reino Unido    | 2    | 5     | 2      | 9     |
| 5             | Espanha        | 2    | 3     | 1      | 6     |
| 6             | Ucrânia        | 1    | 1     | 1      | 3     |
| 7             | Bielorrússia   | 1    | 0     | 1      | 2     |
| 7             | Colômbia       | 1    | 0     | 1      | 2     |
| 7             | França         | 1    | 0     | 1      | 2     |
| 10            | Estados Unidos | 0    | 2     | 1      | 3     |
| 11            | Itália         | 0    | 2     | 0      | 2     |
| 11            | Suécia         | 0    | 2     | 0      | 2     |
| 13            | Hungria        | 0    | 1     | 1      | 2     |
| 14            | Canadá         | 0    | 1     | 0      | 1     |
| 15            | Cazaquistão    | 0    | 0     | 2      | 2     |
| 15            | Países Baixos  | 0    | 0     | 2      | 2     |